# Friday Party
「Friday Party」（フライデー パーティー）は、日本の音楽グループAAAの2枚目のシングル。2005年10月5日にavex traxから発売された。

## 概要
- ファンからの愛称は「フラパ」。AAA（当時の名義はAvex Audition Allstar）において、初の楽曲である。
- 2005年4月、男性メンバーの西島隆弘・浦田直也・日高光啓・與真司郎・末吉秀太と女性メンバーの宇野実彩子6人として出演するPVが公式サイトで披露される。
- 元々はこのシングルがデビューシングルになる予定だったが、映画『頭文字D THE MOVIE』の主題歌になった「BLOOD on FIRE」がデビューシングルとなった。結局、前作「BLOOD on FIRE」から約1ヵ月ぶりの発売となる。

## 芸能人からの評価
- むとう水華は、「メイク中に聴いてテンションMAXがる曲」「宇野は可愛い、やばい」と述べていた[1]。

## 収録内容

### CD+DVD
CD
1. Friday Party (3:58)
（作詞：m.c.A・T／作曲：Akio Togashi）
2. Friday Party（Instrumental）(3:59)
3. Secret Track（きれいな空 CM）(0:29)

DVD
1. Friday Party（Music Clip）

### CD ONLY
1. Friday Party
2. Friday Party（Instrumental）
3. Secret Track(きれいな空 ショート・カットver.)